# Philippe Bas
Philippe Bas (Parigi, 31 ottobre 1973) è un attore francese.

## Filmografia parziale

### Cinema
- Addio terraferma (Adieu, plancher des vaches!), regia di Otar Iosseliani (1999)
- Épouse-moi, regia di Harriet Marin Jones (2000)
- Les petites couleurs, regia di Patricia Plattner (2002)
- Adrenalina blu - La leggenda di Michel Vaillant (Michel Vaillant), regia di Louis-Pascal Couvelaire (2003)
- L'impero dei lupi (L'empire des loups), regia di Chris Nahon (2005)
- L'anniversaire, regia di Diane Kurys (2005)
- Les irréductibles, regia di Renaud Bertrand (2006)
- Pars vite et reviens tard, regia di Régis Wargnier (2007)
- Scorpion, regia di Julien Seri (2007)
- Skate or Die, regia di Miguel Courtois (2008)
- L'assalto (L'assaut), regia di Julien Leclercq (2010)
- Les mouvements du bassin, regia di Hervé Pierre-Gustave (2012)
- Completamente bruciato! (Complètement cramé), regia di Gilles Legardinier (2023)
- Kali, regia di Julien Seri (2024)

### Televisione
- Julie Lescaut - serie TV, 2 episodi (1995, 1999)
- La nourrice - film TV (2004)
- Nuit noire, 17 octobre 1961 - film TV (2005)
- Greco - serie TV, 6 episodi (2007)
- Les invincibles - serie TV, 5 episodi (2011)
- Nos chers voisins - serie TV, 3 episodi (2013-2014)
- Innamorarsi a Bora Bora (Coup de Foudre à Bora-Bora) - film TV (2018)
- Profiling (Profilage) - serie TV, 84 episodi (2012-2020)
- Le Saut du Diable - film TV (2021)
- Delitto in Amboise (L'Oubliée d'Amboise) - film TV (2022)
- Le Saut du Diable 2: Le Sentier de Loups - film TV (2022)